# Foula
Foula (skót gael nyelven Fughlaigh) a skóciai Shetland-szigetek egyik szigete. A 13 km²-es sziget az ország egyik legeldugottabb lakott szigete.

## Földrajz
A szigeten öt hegycsúcs található (Da Noup, Hamnafield, Da Sneug, Da Kame és Soberlie). A nyugati parton találhatók Shetland legnagyobb tengerparti sziklaszirtjei: a legmagasabb 366 m magas, ezzel a második legnagyobb az egész országban.

## Történelem
A vikingek 800 körül hódították meg a szigetet. Nem csak a helynevek jelentős része származik tőlük, de a 19. század végén még a miatyánkot is norn - shetlandi nyelven mondták a szigeten. A 15. században a skótok uralma alá került.
1720-ban fekete himlő járvány tört ki a szigeten, ami az ott lakókat közel végzetesen érintette. Az elszigeteltség miatt nem volt immunitásuk, így a kétszáz lakosból csak minden tizedik maradt életben.
1986-ban egy világítótorony épült a sziget déli csücskén. Eredetileg  gázzal üzemelt, de jelenleg már szél és napenergiával működik.